# Vukašin Vorkapić
Vukašin Vorkapić (Belgrado, 1 de octubre de 1997) es un jugador de balonmano serbio que juega de extremo derecho en la RK Vojvodina. Es internacional con la selección de balonmano de Serbia.
Su primer gran campeonato con la selección fue el Campeonato Mundial de Balonmano Masculino de 2019.
Disputó los Juegos Mediterráneos de 2022, donde Serbia logró la medalla de bronce.

## Palmarés

### Selección nacional
| Juegos Mediterráneos | Juegos Mediterráneos | Juegos Mediterráneos | Juegos Mediterráneos |
| Año                  | Lugar                | Medalla              |                      |
| -------------------- | -------------------- | -------------------- | -------------------- |
| 2022                 | Orán                 | Medalla de bronce    |                      |

### Vojvodina
- Liga de Serbia de balonmano (1): 2024

## Clubes
| Club                    | País    | Año         |
| ----------------------- | ------- | ----------- |
| RK Metaloplastika Šabac | Serbia  | ? - 2021    |
| US Ivry Handball        | Francia | 2021 - 2023 |
| RK Vojvodina            | Serbia  | 2023 - Act. |